# ارنست کینوی
ارنست کینوی (انگلیسی: Ernest Kinoy؛ ‏ ۱ آوریل ۱۹۲۵ – ۱۰ نوامبر ۲۰۱۴) نویسنده اهل ایالات متحده آمریکا بود.
از فیلم‌ها یا مجموعه‌های تلویزیونی که وی در آن‌ها نقش داشته‌است، می‌توان به دکتر کیلدر، لید بلی، پیروزی در انتبه، ریشه‌ها و مورو اشاره نمود.
وی همچنین برندهٔ جوایزی همچون جایزه امی ساعات پربیننده و جایزه انجمن نویسندگان آمریکا شده‌است.